# Лудрова
Лудрова (словац. Ludrová) — село, громада округу Ружомберок, Жилінський край. Кадастрова площа громади — 5.34 км².
Населення 999 осіб (станом на 31 грудня 2018 року).

## Географія
Протікає річка Лудровчанка.

## Історія
Лудрова згадується 1376 року.

## Населення
| Рік:            | 1994. | 2004.   | 2014.   | 2024.   |
| --------------- | ----- | ------- | ------- | ------- |
| Кількість осіб: | 955   | 982     | 999     | 994     |
| Різниця:        |       | +2,82 % | +1,73 % | -0,50 % |

| Рік:            | 2023. | 2024.   |
| --------------- | ----- | ------- |
| Кількість осіб: | 981   | 994     |
| Різниця:        |       | +1,32 % |